# Byle do dzwonka: Lata w college’u
Byle do dzwonka: Lata w college’u (ang. Saved by the Bell: The College Years, 1993–1994) – amerykański serial młodzieżowy nadawany przez stację NBC od 22 maja 1993 roku do 8 lutego 1994 roku. Kontynuacja serialu Byle do dzwonka z lat 1989–1993.

## Fabuła
Serial opowiada o dalszych przygodach studentów – Zacka (Mark-Paul Gosselaar), A.C. Slatera (Mario Lopez), Screecha (Dustin Diamond), Leslie (Anne Tremko), Alex (Kiersten Warren) i Kelly (Tiffani Thiessen), którzy rozpoczynają naukę w college’u.

## Obsada

### Główni
- Mark-Paul Gosselaar jako Zack Morris
- Mario Lopez jako A.C. Slater
- Dustin Diamond jako Samuel „Screech” Powers
- Anne Tremko jako Leslie Burke
- Kiersten Warren jako Alex Tabor
- Tiffani Thiessen jako Kelly Kapowski
- Bob Golic jako Mike Rogers
- Patrick Fabian jako profesor Jeremiah Lasky
- Holland Taylor jako Dean Susan McMann

### Pozostali
- Essence Atkins jako Danielle Marks
- Mindy Sterling jako Clara Meade
- Jake Grace jako Stingray
- Diana Tanaka jako doktor Wong

### Gościnnie
- Lark Voorhies jako Lisa Turtle
- Dennis Haskins jako Richard Belding
- Jonathan Brandis jako on sam
- Marsha Warfield jako ona sama
- Jenna Von Oy jako ona sama
- Brian Austin Green jako on sam